# Bataille du Canal Ypres-Comines
La bataille du canal Ypres-Comines est une bataille de la Seconde Guerre mondiale entre le corps expéditionnaire britannique et le groupe d'armées B allemand lors de la bataille de Dunkerque en 1940. Faisant partie de la Campagne des 18 jours et de la bataille de France, elle débutera dans l'après-midi du 26 mai et atteindra son intensité maximale les 27 et 28 mai. Localement, on l'appelle la bataille du canal. 
Parfois, elle est l'appelée bataille de Wytschaete à tort. Le nom officiel donné par l'armée britannique, et qui est porté sur les honneurs de bataille d'un certain nombre de régiments, est celui de l'article.

## Contexte
Le 23 mai, le colonel-général Gerd von Rundstedt, commandant du groupe d'armées allemand A, décide d'arrêter l'avancée de ses forces blindées. Cet «ordre d'arrêt» par la suite confirmé par Hitler est à l'origine de la bataille du canal Ypres-Comines. La priorité du groupe d'armées B était désormais d'attaquer les forces britanniques, françaises et belges piégées dans la poche formée par l'avancée du groupe d'armées A vers la côte. 
Le 24 mai, le groupe d'armées B lance une première offensive contre les forces belges positionnées le long de la Lys à l'est de Menin. Le succès rapide de l'attaque confortera l'idée de changer la direction de l'offensive afin de couper la retraite des forces britanniques et françaises dans la poche de la côte. Le commandant des armées britanniques, John Gort, avait l'intention de participer à une attaque menée par les Français vers le sud afin de combler le fossé entre les forces alliées dans la poche et les principales forces françaises plus au sud. Cependant, l'effondrement belge et la menace qui en résultait pour son front nord-est l'amena à décider, vers 18 h, que la 5e Division se dirigerait vers le nord afin de défendre le canal Ypres-Comines courant entre ces deux villes,. 
Le 25 mai, les ordres de la 6e armée allemande, émis le 24, concernant l'attaque vers l'ouest, sont capturés par une unité britannique et renvoyés au commandant John Gort. Le récit romancé de l'Histoire laisse entendre que cette capture a poussé le commandant à prendre sa décision, mais les faits et documents démontrent que celle-ci avait été prise la veille.

## Prélude
La 5e division britannique prit position sur le canal le 26 mai, commandée par le major-général Harold Franklyn. Elle faisait partie du 2e corps britannique commandé par le lieutenant-général Alan Brooke. La 50e division d'infanterie est également envoyée à Ypres le 26 mai, arrivant dans la nuit du 26 au 27 mai. Cependant, son rôle a été faible puisque l'essentiel de la bataille d'Ypres s'est déroulé au sud de la ville,,. Quelques ingénieurs belges apportèrent leur aide afin de saper les ponts sur la partie ouest d'Ypres. L'unité allemande impliquée était le IVe corps, sous la 6e armée allemande qui faisait partie du groupe d'armées B. Elle était commandée par le général Viktor von Schwedler et se composait des divisions d'infanterie (ID) 18, 31 et 61. Les Allemands étaient par conséquent en supériorité numéraire considérable. Les renforts britanniques introduits au cours de la bataille réduisirent progressivement cet écart. 

## Bataille
Les Allemands débutèrent les premières hostilités dans l'après-midi du 26 mai afin de préparer l'attaque à grande échelle au matin du 27 mai. Au milieu de l'après-midi, la ligne britannique est repoussée. En fin d'après-midi, les britanniques lancent une série de contre-attaques. Les unités impliquées comprenaient les 2e Cameronians (Scottish Rifles) (13 brigades) au centre, et le 6e Black Watch (Royal Highland Regiment), les 13th/18th Royal Hussars, les 1/7e et 8e Royal Warwickshire Regiment et les unités du Royal Engineers plus au sud,,,. Plus tard, une autre contre-attaque dans le sud a été lancée par le 2e North Staffordshire Regiment et les 3e Grenadier Guards, empruntés par Brooke à la 1re Infantry Division. En conséquence, l'offensive allemande au centre du canal est stoppée. Celle située au sud dans la région cominoise est repoussée. Cependant l'offensive au sud d'Ypres continue d'avancer,,,. Par la suite, l'offensive allemande fera peu de progrès. 
Durant toute la bataille, l'artillerie britannique, principalement positionnée sur la crête de Messines, s'efforce de briser les attaques allemandes. Il s'y trouvait l'équivalent de six régiments d'artillerie de campagne et cinq régiments d'artillerie moyenne et lourde. La présence plus importante de l'artillerie britannique, en comparaison à l'artillerie allemande, aura eu un impact très important sur la réussite de la bataille,,. 

## Importance
Cette bataille permettra à la plupart des forces alliées situées au sud de la Lys de rejoindre Dunkerque. Dans la nuit du 27 au 28 mai, plusieurs divisions situées en position critique parviendront à rejoindre Dunkerque, en France. Par conséquent, bien que les pertes britanniques totales de cette bataille (en incluant les captifs) aient excédé ceux des Allemands, la bataille fut un succès décisif. Une grande partie du succès était le résultat des actions d'Alan Brooke qui réquisitionnera les Guards et North Staffords afin de renforcer le front de la bataille du canal Ypres-Comines. 

## Liste des unités impliquées

### Britanniques
Outre les unités énumérées ci-dessus, les autres unités britanniques impliquées dans la bataille comprenaient les suivantes : 2e bataillon du régiment de la ville de Londres, Royal Fusiliers), 2e Royal Scots Fusiliers, 2e Northamptonshire Regiment, 6e Seaforth Highlanders (tous 17 Brigade) ; 2e Wiltshire Regiment, 2e Royal Inniskilling Fusiliers (tous deux de la 13e brigade); 1st Oxfordshire and Buckinghamshire Light Infantry, 1/7e et 8e Royal Warwickshire Regiment (tous 143 Brigade); 12th Royal Lancers (régiment de reconnaissance GHQ); 2e Sherwood Foresters (1re division) ; 2e Duke of Cornwall's Light Infantry, 2e Bedfordshire and Hertfordshire Regiment, 1/6th East Surrey Regiment (tous de la 10e Brigade, (4th Division) ; 1/7e Middlesex Regiment, 1/9e Manchester Regiment et 4e Gordon Highlanders (tous des bataillons de mitrailleuses) ; 1/6th South Staffordshire Regiment (bataillon pionnier) ; et dans la 50th Division, bataillons du Durham Light Infantry, East Yorkshire Regiment, Green Howards et Royal Northumberland Fusiliers. 